# Ayla
Ayla is de fictieve hoofdpersoon uit de reeks De Aardkinderen van Jean M. Auel. Op jonge leeftijd wordt ze, nadat haar familie is omgekomen bij een aardbeving, geadopteerd door een groep neanderthalers.
Ze wordt beschreven als een lange, blonde, welgevormde jonge vrouw met grijsblauwe ogen. Hoewel haast alle (mannelijke) personages Ayla als uitzonderlijk mooi bestempelen, vindt zij zichzelf "groot en lelijk". Dit omdat ze door de leden van de stam die haar hebben opgevoed als “onvrouwelijk“ werd beschouwd. Tevens wordt ze als "exotisch" en "vreemd" bevonden door de meesten die haar voor het eerst ontmoeten, hetgeen vooral veroorzaakt wordt door haar jeugd, als cro-magnonmens, bij de Neanderthalers. 

## De boeken
Reeks De Aardkinderen met Ayla in de hoofdrol:
- De stam van de holenbeer
- De vallei van de paarden
- De mammoetjagers
- Het dal der beloften
- Een vuurplaats in steen
- Het lied van de grotten

## De film
Ayla werd in de film The Clan of the Cave Bear uit 1986 gespeeld door Daryl Hannah.